# تغییر اقلیم در چین

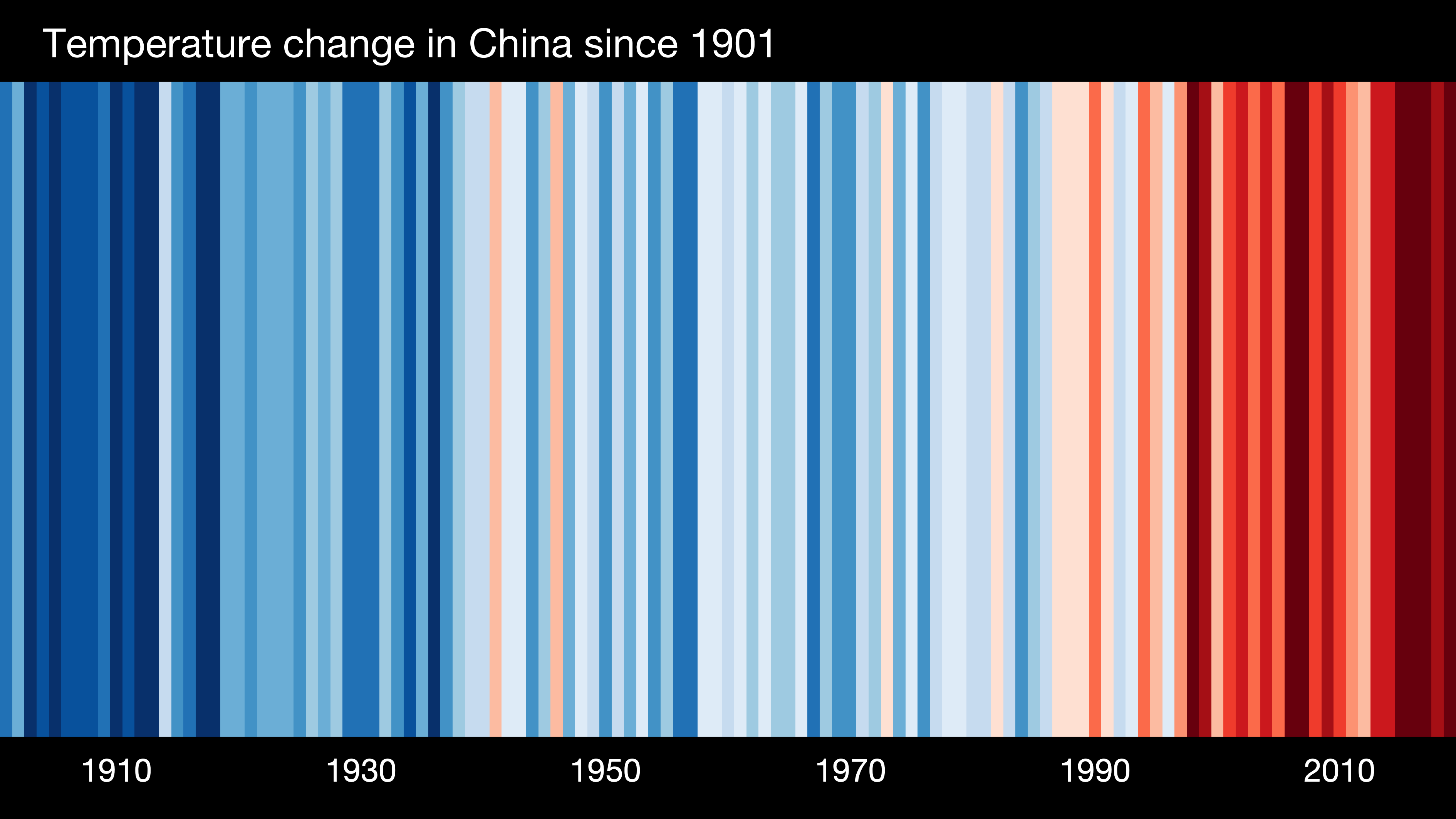
نوارهای گرم شدن چین بین ۱۹۰۱-۲۰۱۹

از سال ۲۰۰۶، چین بزرگترین منتشرکننده دی‌اکسید کربن در جهان بوده‌است. چین پروتکل کیوتو و موافقتنامه پاریس را برای مبارزه با تغییرات آب و هوایی پذیرفته‌است. به عنوان بزرگترین تولیدکننده و مصرف‌کننده زغال‌سنگ در جهان، چین برای تغییر ساختار انرژی اش سخت تلاش کرد و از سال ۲۰۱۳ تا ۲۰۱۶ کاهش مصرف زغال‌سنگ را تجربه کرد. با این وجود، چین، ایالات متحده و هند، سه مصرف‌کننده عمده زغال‌سنگ، از سال ۲۰۱۷ استخراج زغال‌سنگ را افزایش دادند. دولت چین سیاست‌های متعددی را برای کنترل مصرف زغال‌سنگ در نظر گرفته و مصرف گاز طبیعی و برق را افزایش داده‌است. در آینده، صنایع ساخت و ساز و تولیدی چین جای خود را به بخش خدمات خواهند داد و دولت چین برای سال ۲۰۱۸ رشد اقتصادی بیشتری را هدف گذاری نکرد؛ بنابراین مصرف زغال‌سنگ ممکن است در طول چند سال آینده رشد مداومی نداشته باشد.

انتشار تجمعی گاز کربن دی‌اکسید در کشورهای مختلف (۱۹۷۰ تا ۲۰۱۳)

## وضعیت کنونی
چین طی سالهای ۱۹۵۱ تا ۲۰۱۷ با افزایش دمای متوسط د ۰٫۲۴ درجه سانتی گراد بر دهه افزایش دما داشت، که بالاتر از میانگین افزایش دمای زمین در سطح جهانی است. متوسط بارش چین در سال ۲۰۱۷، ۶۴۱٫۳ میلیمتر بود که ۱٫۸٪ بیشتر از متوسط بارش سالهای گذشته‌است. افزایش سطح دریا در سالهای ۱۹۸۰ تا ۲۰۱۷ برابر ۳٫۳ میلیمتر بود. افزایش غلظت دی‌اکسید کربن از سال‌های ۱۹۹۰ تا ۲۰۱۶ به‌طور سالیانه افزایش یافت. میانگین سالانه غلظت دی‌اکسید کربن اتمسفری، متان و اکسید نیتروژن در ایستگاه وانیگالیان به ترتیب برابر ۴۰۴٫۴ قسمت بر میلیون، ۱۹۰۷ و ۳۲۹٫۷ قسمت بر میلیارد بود که کمی بالاتر از میانگین جهانی در سال ۲۰۱۶ است.

## اثرات تغییرات اقلیمی
چین از برخی اثرات گرم شدن کره زمین، از جمله افزایش سطح دریا، آب شدن یخچالها و آلودگی هوا رنج برده و می‌برد.
همچنین وقوع فاجعه‌های مرتبط با آب و هوا مانند خشکسالی و سیل بیشتر شده‌است و دامنه آن در حال افزایش است. این حوادث عواقب جدی برای بهره‌وری ایجاد می‌کنند و همچنین باعث ایجاد عواقب جدی برای محیط زیست و زیرساخت‌ها می‌شوند. این مسئله زندگی میلیاردها انسان را تهدید می‌کند و نیز فقر را تشدید می‌کند.

## روشهای کاهش تغییرات اقلیمی
پیش‌بینی شده‌است که زغال‌سنگ به عنوان مهمترین منبع انرژی چین در آینده نزدیک باقی بماند، اما در عین حال چین به عنوان پیشرو در  فناوری زغال‌سنگ پاک شناخته می‌شود.